# Basil Davidson
Basil Risbridger Davidson (* 9. November 1914 in Bristol; † 9. Juli 2010) war ein britischer Historiker, Schriftsteller, Publizist und Afrikanist. Er galt als Spezialist für das portugiesische Kolonialreich in Afrika, das bis zur Nelkenrevolution bestand, für die Unabhängigkeitskämpfe in Eritrea und Guinea-Bissau sowie gegen die Apartheid in Südafrika. Davidson schrieb mehrere angesehene Bücher über die Geschichte Afrikas. Außerdem produzierte er eine Fernsehserie über aktuelle Herausforderungen des afrikanischen Kontinents. Der europäische Kolonialismus und der Aufstieg der afrikanischen Befreiungsbewegungen gehörten zu seinen zentralen Themen. Davidson war Ehrenmitglied der London School of Oriental and African Studies.

## Leben
Der Sohn von Thomas und Jessie Davidson verließ mit sechzehn Jahren die Schule mit dem Willen, Schriftsteller zu werden. Doch zunächst bekam er nur eine Arbeitsstelle, in der er Reklame in London klebte. Dennoch fand er seinen Weg in den Journalismus.
Davidson war von 1931 bis 1939 Redaktionsmitglied des britischen Economist, unter anderem seit 1938 in Paris, und arbeitete darüber hinaus für den Star, eine Londoner Abendzeitung. Bereits in den späten 1930er Jahren hatte er weite Teile Europas und des Mittelmeerraums bereist. Diese geographische Vertrautheit und sein Talent, neue Sprachen zu erlernen, machten ihn bei Kriegsausbruch für den Geheimdienst interessant.

### Zweiter Weltkrieg
So wurde er 1939 als Offizier des britischen Geheimdienstes, des Secret Intelligence Service oder MI-6 in der Abteilung D für Sabotage, nach Budapest entsandt, mit der Legende, eine Presseagentur aufzubauen. Im April 1941, während des deutschen Einmarschs in Jugoslawien, ging er nach Belgrad. Ende 1942 bis Mitte 1943 war er Leiter der für Jugoslawien zuständigen Abteilung der geheimdienstlichen Special Operations Executive in Kairo. Angeblich wurde er per Fallschirm abgesetzt, um den Kontakt zu den von Josip Broz Tito geführten Partisanen herzustellen. Dort wurde er unter seinem Decknamen Nicola als einer der Ihren akzeptiert. Diese Guerillazeit prägte ihn so, dass er ähnlichen Gruppierungen auch nach dem Zweiten Weltkrieg, wie beispielsweise in Angola, Guinea-Bissau Tansania und Eritrea größte Sympathien entgegenbrachte.
Ab Januar 1945 war er Verbindungsoffizier zu den Partisanen in Ligurien. Während des Krieges heiratete er seine Frau Marion Ruth Young, die ebenfalls in Italien für die SOE arbeitete. Bei Kriegsende hatte er den Rang eines Lieutenant Colonel, war mit dem Military Cross ausgezeichnet und zweimal im offiziellen Kriegsbericht lobend erwähnt worden.
In den 1940er und 1950er Jahren war Davidson aktives Mitglied der Union of Democratic Control, einer politischen Interessenvertretung, die seit 1914 bestand und für eine aktive Außenpolitik eintrat. Auch wenn sie nicht direkt pazifistische Ziele verfolgte, lehnte sie doch militärische Aktionen als Mittel der britischen Außenpolitik ausdrücklich ab. Für diese Organisation veröffentlichte Davidson diverse Broschüren zur deutsch-deutschen Politik, der Politik Konrad Adenauers und der Wiederbewaffnung der Bundesrepublik sowie zu einigen Ostblockstaaten.
Nach dem Krieg kehrte er zum Journalismus zurück und war bis 1947 der Pariser Korrespondent für die Times und danach Leitartikler der Zeitung für Europa. Bedingt durch den Kalten Krieg war es ihm unmöglich geworden, auf dem Balkan zu arbeiten, zumal er von einigen seiner Journalistenkollegen, allen voran Dorothy Woodman, als kommunistischer Sympathisant angefeindet wurde. Dadurch wandte sich Davidsons Aufmerksamkeit Afrika zu.

### Afrika
Durch eine südafrikanische Handelsdelegation lernte er in Ghana Nelson Mandela, Oliver Tambo und andere führende Mitglieder des African National Congress kennen, die ihm ihren bevorstehenden Kampf gegen die Gesetze des Apartheid-Regimes vorstellten. Dementsprechend war er von 1969 bis 1985 Vize-Präsident der britischen Anti-Apartheidsbewegung. Nachdem er eine Reihe entsprechender Artikel im New Statesman und auch einige Bücher gegen die Apartheid veröffentlicht hatte, galt er in Südafrika als unerwünscht. Der Herausgeber des Statesman, Kingsley Martin, erklärte ihm bei seiner Rückkehr aus Afrika, dass man zwar stolz auf seine Artikelserie sei, er sich aber nun einen anderen Arbeitgeber suchen müsse.
Von der UNESCO wurde ihm eine Redakteursstelle angeboten, aber die britische Regierung legte ihr Veto ein. Erneut unterstellte man ihm eine Affinität zum Kommunismus, obwohl er 1949 in einem ungarischen Schauprozess in Abwesenheit als britischer Agent angeklagt worden war. Aus der Erwerbslosigkeit rettete ihn der Daily Herald, wo er von 1954 bis 1957, und der Daily Mirror, bei dem er bis 1962 arbeiten konnte. Vom Daily Mirror ermutigt, bereiste er nun als Journalist Nigeria, West-, Zentral- und Ostafrika, um sich auch verstärkt als freier Schriftsteller dem Schreiben von Büchern zuzuwenden, wobei ihm sein gleichsam narrativer wie eleganter Stil zugutekam.
Seine dreißig Bücher über Afrika und seine Geschichte machten Davidson zu einer Autorität und förderten auch das Ansehen der afrikanischen Geschichte überhaupt. Als er seine Studien begann, war das ein ignoriertes Feld.
In seinen Schriften betonte er die vorkolonialen Errungenschaften Afrikas, akzentuierte die katastrophalen Auswirkungen des Sklavenhandels und schließlich des Kolonialismus auf Afrika, die sich noch in der zum Teil heterogenen, der historischen wie demographischen Entwicklung zuwiderlaufenden Aufteilung Afrikas in Nationalstaaten zeigen. Außerdem verfasste er fünf Romane.
1984 unternahm er einen neuen Karriereschritt, indem er zusammen mit Mick Csaky eine achtteilige TV-Serie über die afrikanische Geschichte für Channel 4 produzierte. Zwei der rund 50 Minuten dauernden Episoden (Different but equal, Mastering the Continent) zur Archäologie der afrikanischen Kulturen zählen nach Auffassung der Herausgeber eines Leitfadens für Pädagogen zu den besten Dokumentationen des Bereichs. Darüber hinaus lieferte er die Textvorlage für eine vergleichbare Produktion des Bayerischen Rundfunks drei Jahre später.
Basil Davidson war Gastdozent an Universitäten in Ghana und Kalifornien sowie an der University of Edinburgh. Außerdem ernannte man ihn zum Simon Senior Research Fellow an der University of Manchester. Aufgrund seiner Ehrenmitgliedschaft war er auch Honorary Fellow des Zentrums für Westafrikanische Studien an University of Birmingham. Die Witwatersrand University in Südafrika und die University of Ibadan in Nigeria verliehen ihm die Ehrendoktorwürde.
Er lebte zuletzt in Staffordshire in den Midlands und reiste regelmäßig nach Afrika. Die Historiker Thomas Lionel Hodgkin, Edward P. Thompson und Eric Hobsbawm konnte er zu seinen Freunden zählen.
Basil Davidson starb 2010 im Alter von 95 Jahren und hinterließ seine Frau und drei Söhne.
Nach seinem Tod gab das Politbüro Angolas eine Presseerklärung heraus, indem sie Davidsons Verdienste für den Kampf der Movimento Popular de Libertação de Angola (MPLA) herausstrich. Er sei ein leidenschaftlicher Journalist und politischer Aktivist für den Unabhängigkeitskampf der afrikanischen Völker gewesen, der als erster westlicher Reporter 1970 die von der MPLA befreiten Regionen während der 1970er Jahre besucht hätte.

## Auszeichnungen
Mit seinem Buch The Lost Cities of Africa gewann Davidson 1960 den Anisfield-Wolf-Preis für das beste Buch über Rassismus in der Literatur. 1970 errang er die Haile Selassie Goldmedaille für seine Arbeiten zur afrikanischen Geschichte. 1976 überreichte man ihm die Medalha Amilcar Cabral. 1980 erhielt er Ehrentitel von der Open University und 1981 von der University of Edinburgh. Beim internationalen Film- und Fernsehfestival in New York konnte er 1984 den Preis in Gold für seine Serie „Africa“ erringen.

## Werk

### Originalfassungen
- Can we face German competition? A warning. Union of Democratic Control, London 1941.
- Germany: what now? Potsdam 1945 – partition 1949. Muller, London 1950.
- Once again? An enquiry into certain aspects of reviving nationalism in Germany. Mit einem Vorwort von F. Elwyn Jones, Union of Democratic Control, London 1950.
- Guns for the Germans? : The arguments for and against German rearmament. Union of Democratic Control, London 1951.
- The Road to hell. Union of Democratic Control, London 1952.
- Two Sides in Germany – which is yours? Union of Democratic Control, London 1955.
- What Really Happened in Hungary? A Personal Record. Union of Democratic Control, London 1957.
- Look back again in anger … : After 9 years of Adenauer: what kind of peace? Union of Democratic Control, London 1959.
- The lost cities of Africa. Little, Brown, Boston 1959.
- The African slave trade. Little, Brown, Boston 1961.
- Black mother; the years of the African slave trade. Little, Brown, Boston 1961.
- Tir a' Mhurain. Outer Hebrides. Mit Paul Strand (Fotografie). MacGibbon and Kee (London) 1962.
- The African past; chronicles from antiquity to modern times. Little, Brown, Boston 1964.
- Which way Africa ? : The search for a new society. Penguin Books, Baltimore 1964.
- A guide to African history. Zusammen mit Robin Jacques. Doubleday, Garden City, New York 1965.
- A history of West Africa to the nineteenth century. Zusammen mit F. K. Buah und der Beratung von J. F. Ade Ajayi Hrsg., Anchor Books, Garden City, New York 1966.
- Africa in history : themes and outlines. Collier Books, New York 1966.
- Africa: history of a continent. Zusammen mit Werner Forman. MacMillan, New York 1966.
- The African genius; an introduction to African cultural and social history. Little, Brown, Boston 1969.
- In the eye of the storm. Angola’s people. Doubleday, Garden City, New York 1972.
- Black star. A view of the life and times of Kwame Nkrumah. Praeger, New York 1974.
- Let freedom come : Africa in modern history. Little, Brown, Boston 1978.
- Scenes From the Anti-Nazi War. 1980, ISBN 0-85345-588-0.[28]
- The People’s Cause. A history of guerillas in Africa. Harlow, Essex 1981.
- The Long struggle of Eritrea for independence and constructive peace. hrsg. zusammen mit Lionel Cliffe, Red Sea Press, Trenton 1988.
- The fortunate isles. A study in African transformation. Africa World Press, Trenton 1989,  ISBN 978-0-86543-121-8.
- The Black man’s burden : Africa and the curse of the nation-state. Times Books, New York 1992.
- The Search for Africa. 1994.
- West Africa Before the Colonial Era: A History to 1850. 1998.

### Deutsche Übersetzung
Romane
- Der Strudel. (The Rapids) Deutsch von Eduard Klein, Verlag Volk und Welt, Berlin 1958.

Sachbücher
- Südafrika ohne Maske. (Report on Southern Africa.) Deutsch von Karl Heinz Wehmeier. Verlag Volk und Welt, Berlin 1954.
- Erwachendes Afrika. (The African Awakening) Aus dem Englischen von Else Sticken. Steinberg, Zürich 1957.
- Urzeit und Geschichte Afrikas. (Old Africa rediscovered) Deutsche Übersetzung aus dem Englischen von Hugo Seinfeld. Rowohlt, Reinbek bei Hamburg 1961.
- Alt-Afrika wiederentdeckt. (Old-Africa rediscovered) Akademie Verlag, Berlin 1962.
- Land der Gräser: Die Äußeren Hebriden. (Tir a' Mhurain). Mit Paul Strand (Fotografie). Deutsch von Ludwig Ueberfeldt. Verlag der Kunst, Dresden 1962.
- Vom Sklavenhandel zur Kolonialisierung. Afrikanisch-europäische Beziehungen zwischen 1500 und 1900. (Black mother; the years of the African slave trade.) Deutsche Übersetzung Wolfram Wagmuth. Rowohlt, Reinbek bei Hamburg 1966.
- Afrika. Geschichte eines Erdteiles. (Africa) Deutsch von Max Rolfes. Ariel Verlag, Frankfurt am Main 1967. (Diverse Auflagen)
- Afrikanische Königreiche. (African Kingdoms) Aus dem Englischen übertragen von Holle Kuschel. Time-Life International, Amsterdam/Frankfurt am Main 1967. (Diverse Auflagen)
- Die Afrikaner. Eine Bestandsaufnahme im Zeichen des Umbruchs. Bergisch Gladbach 1970.
- Die Befreiung Guineas. Aspekte einer afrikanischen Revolution. (The liberation of Guiné) Mit einem Vorwort von Amilcar Cabral. Aus dem Englischen übersetzt von Burckhard Bluem und Susanne Kühnle. März-Verlag, Frankfurt am Main 1970, ISBN 3-87319-058-3.
- Afrika: Stämme, Staaten, Königreiche, rororo, Reinbek 1974,  ISBN 978-3-499-18028-6.

Drehbuch-Textmanuskript
- Afrika. Manuskript zur Sendereihe des Bayerischen Rundfunks; Mythos, Geschichte und Gegenwart d. schwarzen Kontinents. Deutsche Bearbeitung von Reiner E. Moritz. TR-Verlagsunion, München 1987. (Nicht im Sortimentsbuchhandel)

## Rezeption
Viele seiner Bücher werden auch heute noch aufgrund ihrer kenntnisreichen Darstellung und Schlüssigkeit im Urteil geschätzt. Zu dem Problem der jungen afrikanischen Nationalstaaten wird Davidson häufig aufgrund seines Werks The Black man’s burden. Africa and the curse of the nation-state (1992) zitiert: „Basil Davidson, der den Freiheitskampf der Afrikaner stets mit größter Sympathie begleitet hatte, bezeichnet den Nationalstaat gar mit ironischem Rückgriff auf die zentrale Metapher des imperialistischen Diskurses als Bürde und Fluch des Afrikaners“. Denn der kolonial begründete Nationalstaat ist „weder in der lokalen Machtökonomie verwurzelt, noch wird er von seinen Bürgern in der Regel als Ausdruck eines Gemeinschaftswillens verstanden, sondern vor allem als künstliches Gebilde fremder Herkunft“. Davidson verwies in diesem Kontext verstärkt auf die verhängnisvolle Schaffung von Begriffen wie „Stamm“ oder „tribale Gesellschaft“, die in erster Linie aus praktischen Erwägungen von Kolonialbeamten des 19. Jahrhunderts eingeführt und seitdem gebraucht wurden, weil damit die Verwaltung aus ihrer Sicht effizienter gestaltet werden konnte, die in der Realität jedoch nur selten eine Entsprechung hatten.
Seine Bücher wurden herangezogen, wenn es um die Durchbrechung des Gleichheitsgrundsatzes der ersten „Kulturkontakte“ zwischen Europäern und Afrikanern ging, die afrikanische Erinnerungskultur im Zusammenhang mit dem Sklavenhandel bei Kongressen thematisiert wurde, oder der große „Ringhandel“ oder „Dreieckshandel“ im 17. und 18. Jahrhundert zwischen Europa, Afrika und den Westindischen Inseln anschaulich beschrieben werden sollten. Darüber hinaus wurde stets herausgestrichen, dass er mit seinem Buch The Lost Cities of Africa (1970) im Bereich der Urbanisierungsgeschichte Afrikas „Pionierarbeit“ geleistet habe.
Aufgrund seiner Kenntnisse über die verschiedenen Unabhängigkeitskämpfer auf dem Balkan und dem afrikanischen Kontinent wurden seine Aufzeichnungen ebenfalls für Soziologen und Kulturanthropologen interessant, da er nachwies, dass sich zum Ende eines jeden Unabhängigkeitskampfes die Gesellschaftsvorstellungen verschieben, weil insbesondere in Afrika eine größere Menge von politischen Theoretikern, wie zum Beispiel Kwame Nkrumah, Julius Nyerere, Ahmed Sékou Touré, Léopold Sédar Senghor und Modibo Keïta zu machtpolitischem Einfluss gelangt seien.
Seine Werke wurden über einen langen Zeitraum als weiter- oder einführende Literatur in Handbüchern oder Überblicksdarstellungen genannt, obwohl Basil Davidson kein ausgewiesener Historiker, sondern vielmehr journalistischer Autodidakt war.